# Antenne AWX

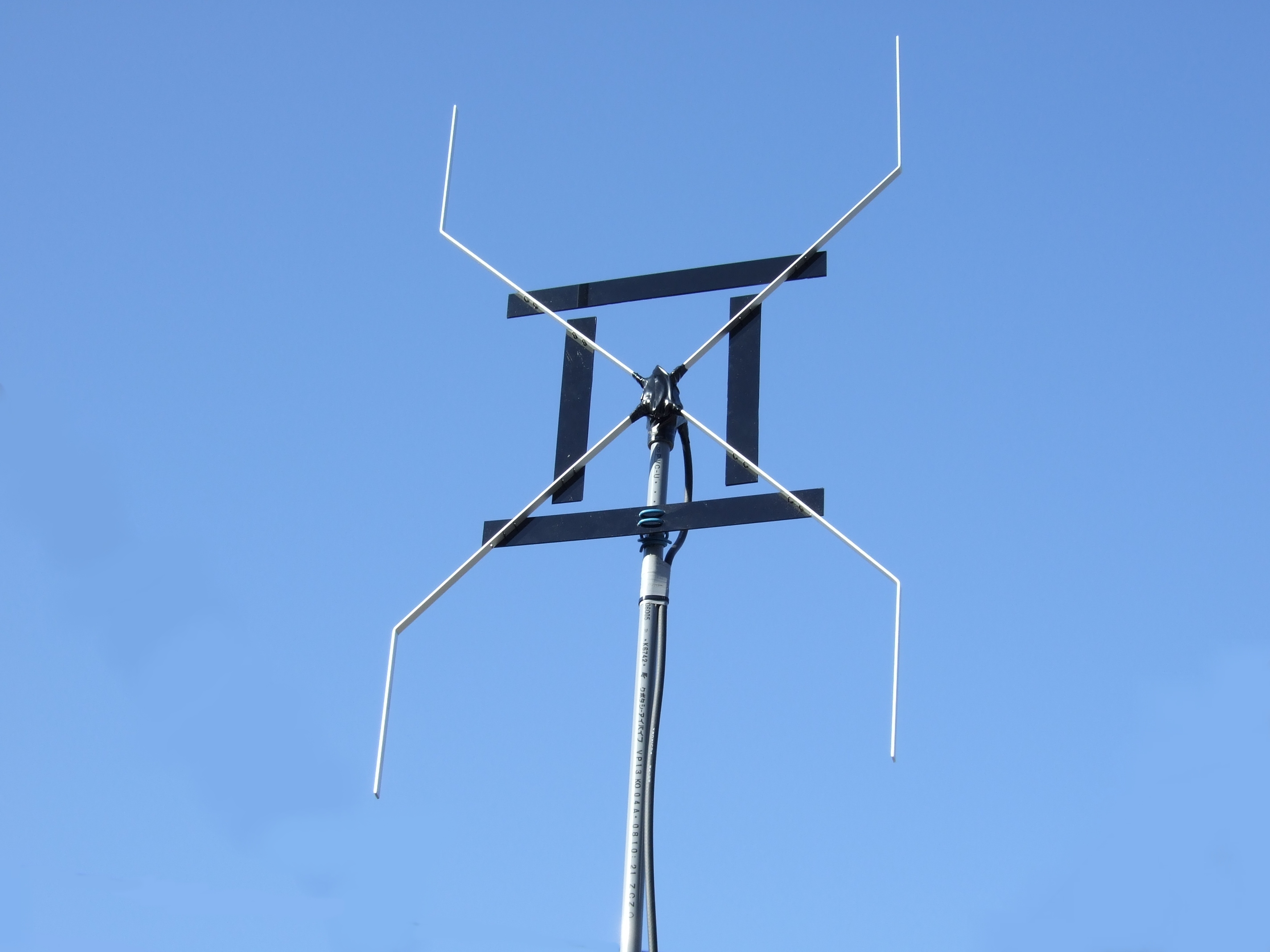
Antenne AWX modifiée, fabriquée par des radioamateurs.

Une antenne AWX est une antenne destinée à être utilisée sur une large bande de fréquence radio (All Wave) et en forme de X.
Elle est composée de deux éléments en forme de "V". Il existe deux types d'antennes AWX. La première a un élément placé en haut, formant un V à l'endroit et un élément en bas formant un V à l'envers. Il s'agit d'une antenne asymétrique. La deuxième a un élément placé à gauche qui s'étend vers la gauche et un élément à droite qui s'étend vers la droite. C'est une antenne de type symétrique. 
L'onde radio est reçue par les deux sommets de chaque élément de l'antenne. Pour obtenir un gain suffisant, l'antenne doit être placée à une hauteur suffisamment importante pour éviter les effets néfastes du sol.
Ce type d'antenne est utilisé par les stations radio qui ont besoin de communiquer à travers un spectre de fréquence très large. C'est notamment le cas des radios utilisées par les radioamateurs et les militaires.

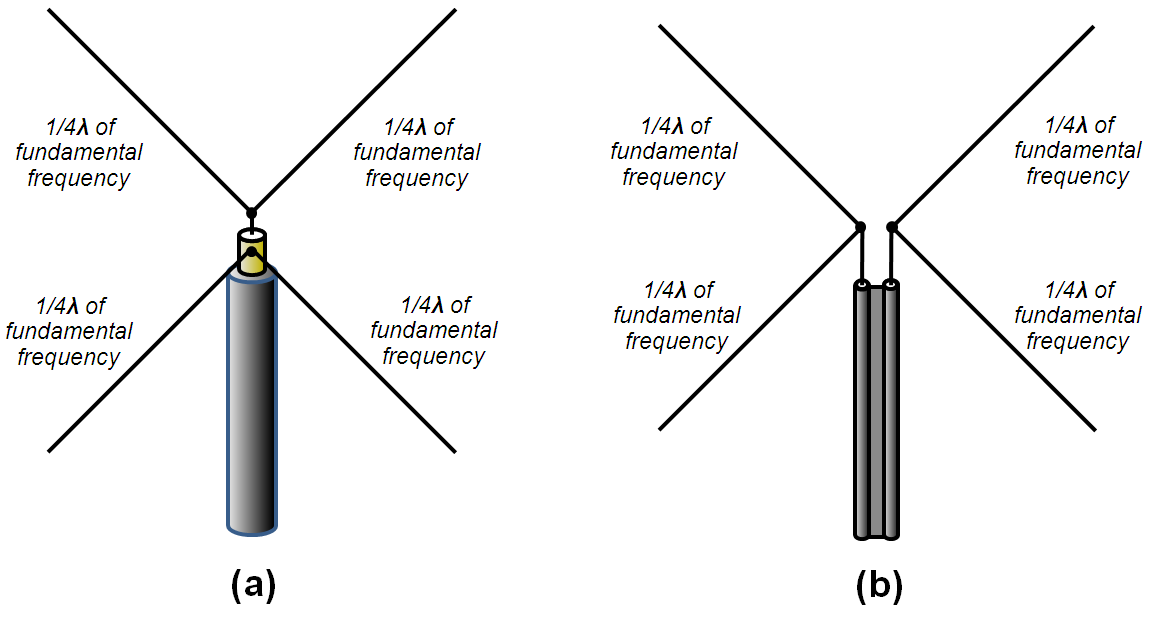
Antennes AWX classiques :
(a) Antenne asymétrique.
(b) Antenne sysmétrique.